# Denkowce
Denkowce, tabulaty (Tabulata) – grupa wymarłych, paleozoicznych koralowców (Anthozoa), klasyfikowanych w randze rzędu lub podgromady. Należą do najstarszych ze znanych koralowców kopalnych.
Organizmy głównie kolonijne (kolonie o pokroju masywnym i gałązkowym), posiadające szkielet kalcytowy. Cechą charakterystyczną jest wielka liczebność poziomych elementów szkieletowych, zwanych denkami oraz bardzo silna redukcja przegród (sept).
Denkowce pojawiły się w ordowiku, a wymarły z końcem permu. Ich największy rozwój przypada na okres od ordowiku do późnego dewonu. Szczyt rozwoju raf z dużym udziałem tabulatów miał miejsce w dewonie. Po wielkim wymieraniu na granicy fran/famen grupa ta podupada.
Tylko nieliczne gatunki mają znaczenie stratygraficzne, natomiast wiele gatunków ma znaczenie skałotwórcze, np. w Polsce w woj. świętokrzyskim dostarczają wysokiej jakości wapieni do celów budowlanych. Często występują też w osadach polodowcowych, przytransportowane w plejstocenie przez lądolód ze Skandynawii.
W 1984 odkryto w szkielecie tabulatów elementy krzemionkowe i głównie na tej podstawie wysunięto hipotezę, że tabulaty są gąbkami (Porifera). Teza ta jednak została odrzucona przez prawie wszystkich badaczy, gdyż elementy krzemionkowe okazały się fragmentami drążących gąbek żyjących na tabulatach. Podobnie nie potwierdziły się doniesienia o kambryjskich denkowcach. Część tych znalezisk ostatecznie zaliczono do glonów, a inne zaliczane są do gąbek lub odrębnej systematycznie grupy koralowców.

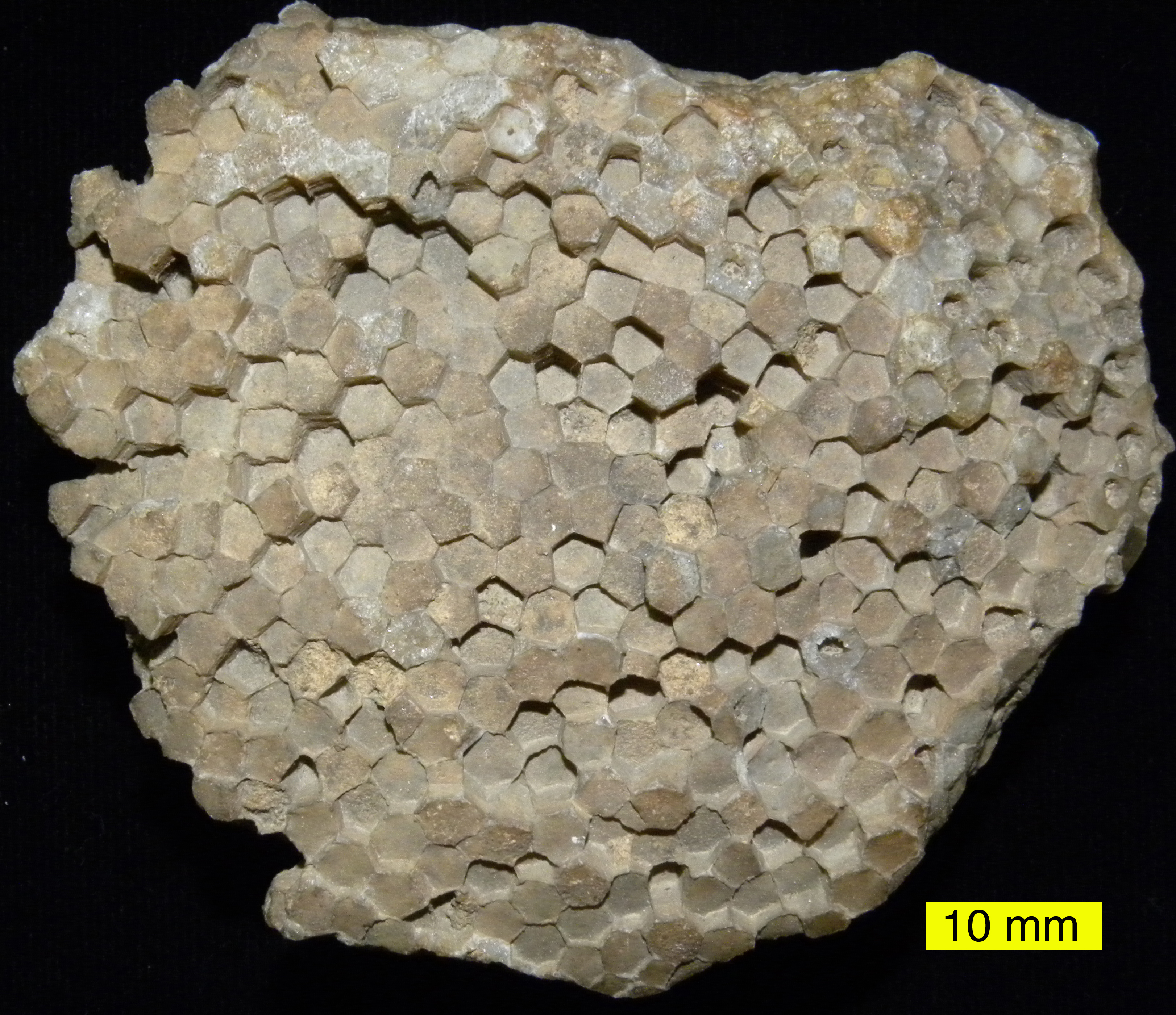
Favosites sp